# Liste der Kulturdenkmäler in Steinau an der Straße
Die folgende Liste enthält die in der Denkmaltopographie ausgewiesenen Kulturdenkmäler auf dem Gebiet  der  Stadt Steinau an der Straße, Main-Kinzig-Kreis, Hessen.
Hinweis: Die Reihenfolge der Denkmäler in dieser Liste orientiert sich zunächst an Stadtteilen und anschließend der Anschrift, alternativ ist sie auch nach der Bezeichnung, der vom Landesamt für Denkmalpflege vergebenen Nummer oder der Bauzeit sortierbar.
Kulturdenkmäler werden fortlaufend im Denkmalverzeichnis des Landes Hessen durch das Landesamt für Denkmalpflege Hessen auf Basis des Hessischen Denkmalschutzgesetzes (HDSchG) geführt. Die Schutzwürdigkeit eines Kulturdenkmals hängt nicht von der Eintragung in das Denkmalverzeichnis des Landes Hessen oder der Veröffentlichung in der Denkmaltopographie ab.

Das Denkmalverzeichnis für diesen Bereich liegt noch nicht vor. Die bisher bekannten Bau- und Kunstdenkmäler hat das Landesamt für Denkmalpflege Hessen in sogenannten Arbeitslisten erfasst. Den Arbeitslisten liegen Erkenntnisse aus Akten, Ortsbegehungen und Denkmalinventaren, jedoch keine neuere systematische Forschung, zugrunde. Die Benehmensherstellung mit der Gemeinde gemäß § 11 Abs. 1 HDSchG ist noch nicht erfolgt.
Das Vorhandensein oder Fehlen eines Objekts in dieser Liste ist keine rechtsverbindliche Auskunft darüber, ob es Kulturdenkmal ist oder nicht: Diese Liste entspricht möglicherweise nicht dem aktuellen Stand der offiziellen Denkmaltopographie. Diese ist für Hessen in den entsprechenden Bänden der Denkmaltopographie Bundesrepublik Deutschland und im Internet unter DenkXweb – Kulturdenkmäler in Hessen einsehbar. Auch diese Quellen sind, obwohl sie durch das Landesamt für Denkmalpflege Hessen aktualisiert werden, nicht immer aktuell, da es im Denkmalbestand immer wieder Änderungen gibt.
Eine verbindliche Auskunft erteilt allein das Landesamt für Denkmalpflege Hessen.
Nutze diese Kartenansicht, um Koordinaten in der Liste zu setzen. In dieser Kartenansicht sind Kulturdenkmale ohne Koordinaten mit einem roten bzw. orangen Marker dargestellt und können in der Karte gesetzt werden. Kulturdenkmale ohne Bild sind mit einem blauen bzw. roten Marker gekennzeichnet, Kulturdenkmale mit Bild mit einem grünen bzw. orangen Marker.

## Gesamtanlagen
| Bild            | Bezeichnung  | Lage                       | Beschreibung | Bauzeit | Objekt-Nr. |
| --------------- | ------------ | -------------------------- | ------------ | ------- | ---------- |
| Bild gesucht BW | Altstadt     | Steinau an der Straße Lage |              |         | 826450 DDB |
| Bild gesucht BW | An der Jossa | Marjoß Lage                |              |         | 826330 DDB |

## Kulturdenkmäler nach Ortsteilen

### Steinau an der Straße
| Bild                                | Bezeichnung                         | Lage | Beschreibung | Bauzeit   | Objekt-Nr. |
| ----------------------------------- | ----------------------------------- | --- | ------------ | --------- | ---------- |
| weitere Bilder                      | Stadtbefestigung                    | Am Obertor, Ziegelgasse, Viehhof 3, Viehhof, Schloßstraße 18, Obertorzwinger, Michael-Meyenburg-Weg, Meistergasse, Märzgasse 3, In der Stadt, Im Unterzwinger, Im Brückenzwinger, Brüder-Grimm-Straße 82, Brüder-Grimm-Straße 75, Brüder-Grimm-Straße 73, Brüder-Grimm-Straße 126, Brüder-Grimm-Straße 109, Brüder-Grimm-Straße, Brückentor, Betriebsgraben Walkmühle, Bellinger Tor 27, Bellinger Tor, Beim Stadtborn, An der Stadtmauer 3, Am Steinweg LageFlur: 24, 44, 45, 46, 47, 48, Flurstück: 108, 115, 116, 48/2, 48/3, 48/4, 78, 79, 80, 81, 85, 52/3, 25/17, 114/3, 131, 262/10, 262/16, 262/17, 262/8, 262/9, 263/5, 302/2, 314/2, 329/4, 329/5, 343, 346/5, 430, 433, 435/1, 437, 472/6, 7/4, 395, 423, 508, 101/1, 102, 103, 105/1, 106, 107, 108/1, 111/1, 113, 114, 115/1, 117, 118, 119, 121, 126/1, 128, 129, 132, 137/2, 166/3, 166/4, 166/5, 166/6, 166/7, 168/1, 171/1, 172, 174/2, 181/1, 212/3, 252/2, 282/1, 282/2, 298/1, 300, 354/5, 354/8, 378/5, 380/1, 494/1, 497/2, 519, 522/1, 525/3, 531/6, 531/8, 575/92, 605/529, 617/529, 620/529, 629/181, 632/166, 651/77, 665/523, 70, 78/1, 86/1, 87, 88, 93/1, 93/2, 94, 95, 96, 97, 98, 99 |              |           | 826405 DDB |
| Bild gesucht BW                     | Ev. Pfarrhaus                       | Alte Straße 1 LageFlur: 58, Flurstück: 62/2 |              |           | 826710 DDB |
| Bild gesucht BW                     |                                     | Alte Straße 3 LageFlur: 58, Flurstück: 77 |              |           | 826711 DDB |
| weitere Bilder                      | Rathaus                             | Am Kumpen 1 LageFlur: 46, Flurstück: 252/2 |              |           | 826365 DDB |
| Schäferhäuschen                     | Schäferhäuschen                     | Am Kumpen 2, Am Kumpen 4 LageFlur: 46, Flurstück: 493/270 |              |           | 826712 DDB |
| Marstall                            | Marstall                            | Am Kumpen 2, Am Kumpen 4 LageFlur: 46, Flurstück: 493/270 |              |           | 826364 DDB |
| weitere Bilder                      | Ev. Katharinenkirche                | Am Kumpen 5 LageFlur: 46, Flurstück: 254/2 |              |           | 826399 DDB |
| weitere Bilder                      | Herrenmühle                         | Am Mühlberg 1 LageFlur: 46, Flurstück: 475/112 |              |           | 826366 DDB |
| Bild gesucht BW                     |                                     | Bahnhofstraße 14 LageFlur: 45, Flurstück: 7/1 |              |           | 826715 DDB |
| Bild gesucht BW                     |                                     | Bahnhofstraße 17 LageFlur: 45, Flurstück: 67/1 |              |           | 826714 DDB |
| Bild gesucht BW                     |                                     | Bahnhofstraße 35 LageFlur: 37, Flurstück: 3/10 |              |           | 826716 DDB |
| Bahnhofempfangsgebäude              | Bahnhofempfangsgebäude              | Bahnhofstraße 40 LageFlur: 30, Flurstück: 14/4 |              |           | 826513 DDB |
| Bild gesucht BW                     |                                     | Bellinger Tor LageFlur: 49, Flurstück: 56/30, 58/30, 63/30 |              |           | 826367 DDB |
| Bild gesucht BW                     |                                     | Bellinger Tor LageFlur: 49, Flurstück: 30/4 |              |           | 826411 DDB |
| Bild gesucht BW                     | Hopfenmühle                         | Brückentor 16 LageFlur: 48, Flurstück: 13/1 |              |           | 826721 DDB |
| weitere Bilder                      | Kellerei                            | Brückentor 7 LageFlur: 47, Flurstück: 345/1 |              |           | 826370 DDB |
| Bild gesucht BW                     | Friedhof                            | Brüder-Grimm-Straße LageFlur: 40, Flurstück: 10/1 |              |           | 826724 DDB |
|                                     |                                     | Brüder-Grimm-Straße 5 LageFlur: 48, Flurstück: 451/2 |              |           | 826371 DDB |
|                                     |                                     | Brüder-Grimm-Straße 16, 18 LageFlur: 47, Flurstück: 382/1 |              |           | 826393 DDB |
|                                     |                                     | Brüder-Grimm-Straße 21 LageFlur: 48, Flurstück: 379/5 |              |           | 826373 DDB |
| Ehem. Gasthaus Zum Fröhlichen Mann  | Ehem. Gasthaus Zum Fröhlichen Mann  | Brüder-Grimm-Straße 23 LageFlur: 48, Flurstück: 479/2 |              |           | 826374 DDB |
| Alte Apotheke                       | Alte Apotheke                       | Brüder-Grimm-Straße 27 LageFlur: 48, Flurstück: 482/3 |              |           | 826375 DDB |
| weitere Bilder                      | Walkmühle                           | Brüder-Grimm-Straße 28 LageFlur: 47, Flurstück: 413/1, 554/416, 7/1 |              |           | 826723 DDB |
|                                     |                                     | Brüder-Grimm-Straße 31 LageFlur: 46, Flurstück: 199/1, 201 |              |           | 826376 DDB |
|                                     |                                     | Brüder-Grimm-Straße 42 LageFlur: 47, Flurstück: 437/4 |              |           | 826377 DDB |
| weitere Bilder                      |                                     | Brüder-Grimm-Straße 43 LageFlur: 46, Flurstück: 243/2 |              |           | 826378 DDB |
| Reformiertes (Grimmsches) Pfarrhaus | Reformiertes (Grimmsches) Pfarrhaus | Brüder-Grimm-Straße 45 LageFlur: 46, Flurstück: 249/3 |              |           | 826379 DDB |
| Gasthaus Weisses Ross               | Gasthaus Weisses Ross               | Brüder-Grimm-Straße 48 LageFlur: 47, Flurstück: 451/4 |              |           | 826380 DDB |
| Burgmannenhaus                      | Burgmannenhaus                      | Brüder-Grimm-Straße 49 LageFlur: 46, Flurstück: 271/2 |              |           | 826381 DDB |
|                                     |                                     | Brüder-Grimm-Straße 51 LageFlur: 46, Flurstück: 275/2 |              |           | 826382 DDB |
| Renterei                            | Renterei                            | Brüder-Grimm-Straße 62 LageFlur: 47, Flurstück: 484/1 |              |           | 826384 DDB |
|                                     |                                     | Brüder-Grimm-Straße 64 LageFlur: 46, Flurstück: 197/2 |              |           | 826385 DDB |
|                                     |                                     | Brüder-Grimm-Straße 68 LageFlur: 46, Flurstück: 195/1 |              |           | 826722 DDB |
|                                     |                                     | Brüder-Grimm-Straße 73 LageFlur: 46, Flurstück: 315/1 |              |           | 826386 DDB |
|                                     |                                     | Brüder-Grimm-Straße 77 LageFlur: 46, Flurstück: 331/3 |              |           | 826387 DDB |
|                                     |                                     | Brüder-Grimm-Straße 78 LageFlur: 46, Flurstück: 144/2 |              |           | 826646 DDB |
| weitere Bilder                      | Amtshof (Brüder-Grimm-Haus)         | Brüder-Grimm-Straße 80 LageFlur: 46, Flurstück: 136/5 |              |           | 826388 DDB |
| Huttensches Hospital                | Huttensches Hospital                | Brüder-Grimm-Straße 84 LageFlur: 46, Flurstück: 99/4 |              |           | 826389 DDB |
|                                     |                                     | Brüder-Grimm-Straße 93 LageFlur: 46, Flurstück: 396/3 |              |           | 826418 DDB |
|                                     |                                     | Brüder-Grimm-Straße 100 LageFlur: 46, Flurstück: 50/3 |              |           | 826390 DDB |
|                                     |                                     | Brüder-Grimm-Straße 102 LageFlur: 46, Flurstück: 46/2 |              |           | 826391 DDB |
| Bild gesucht BW                     | Staatsdomäne Hundsrück              | Domäne Hundsrück LageFlur: 80, Flurstück: 58 |              |           | 826395 DDB |
| Bild gesucht BW                     | Welsberg Kapelle                    | Friedhof LageFlur: 40, Flurstück: 9 |              |           | 826414 DDB |
| Ruine ehem. Basaltwerk              | Ruine ehem. Basaltwerk              | Im Ohl LageFlur: 82, Flurstück: 10, 9 |              |           | 826453 DDB |
| weitere Bilder                      | Schloß Steinau                      | Im Schloß, Hirschgraben, Am Kumpen 2 LageFlur: 46, 50, Flurstück: 266/2, 267/1, 268, 269, 493/270, 494/270, 495/270, 498/262, 8/3, 8/4 |              |           | 826406 DDB |
| Bild gesucht BW                     |                                     | Leipziger Straße 53, Leipziger Straße 55 LageFlur: 22, Flurstück: 15, 16 |              |           | 826400 DDB |
|                                     |                                     | Märzgasse 20 LageFlur: 46, Flurstück: 241 |              |           | 826401 DDB |
| weitere Bilder                      | Zehntscheune                        | Neugasse LageFlur: 47, Flurstück: 513/484 |              |           | 826402 DDB |
|                                     |                                     | Neugasse 2 LageFlur: 47, Flurstück: 584/494 |              |           | 826403 DDB |
|                                     |                                     | Neugasse 4 LageFlur: 47, Flurstück: 583/494 |              |           | 826404 DDB |
| Ohlwarte                            | Ohlwarte                            | Ohl LageFlur: 8, Flurstück: 24 |              |           | 826719 DDB |
| Bild gesucht BW                     | Kath. Pauluskirche                  | Ringstraße 20 LageFlur: 51, Flurstück: 11/1 |              |           | 826725 DDB |
| Stadtborn                           | Stadtborn                           | Stadtborngasse LageFlur: 47, Flurstück: 499/3 |              |           | 826407 DDB |
| weitere Bilder                      | Ehem. Lutherische Schule            | Stadtborngasse 6 LageFlur: 47, Flurstück: 499/6 |              |           | 826409 DDB |
| Bild gesucht BW                     |                                     | Stadtborngasse 7 LageFlur: 47, Flurstück: 507 |              |           | 826410 DDB |
| weitere Bilder                      |                                     | Viehhof 2 LageFlur: 46, Flurstück: 262/2 |              |           | 826413 DDB |
| Backhaus mit Viehtränke             | Backhaus mit Viehtränke             | Viehhof 3 LageFlur: 46, Flurstück: 262/13 |              |           | 826412 DDB |
| Bild gesucht BW                     | Ehem. Papiermühle                   | Vogelsberger Straße 26a, 26b, Betriebsgraben Papiermühle LageFlur: 18, Flurstück: 38, 39/1, 40 |              |           | 826717 DDB |
| Bild gesucht BW                     | Marborner Warte                     | Vor der Marborner Warte LageFlur: 31, Flurstück: 83/3 |              |           | 826520 DDB |
| Bild gesucht BW                     | Wiesenmühle                         | Wiesenmühle LageFlur: 25, Flurstück: 13, 14, 16/1 |              |           | 826718 DDB |
| Brauhausborn                        | Brauhausborn                        | Ziegelgasse LageFlur: 48, Flurstück: 610/427 |              |           | 826369 DDB |
| Brunnen                             | Brunnen                             | Ziegelgasse LageFlur: 48, Flurstück: 402/1 |              |           | 826415 DDB |
| Von Welsbergsche Pflege             | Von Welsbergsche Pflege             | Ziegelgasse 1 LageFlur: 48, Flurstück: 405/1 |              |           | 826416 DDB |
| Kemenate derer von Hutten           | Kemenate derer von Hutten           | Ziegelgasse 3 LageFlur: 48, Flurstück: 555/401 |              |           | 826417 DDB |
| weitere Bilder                      | Ev. Reinhardskirche                 | Ziegelgasse 5 LageFlur: 48, Flurstück: 398/1 |              | 1725-1731 | 826397 DDB |

### Bellings
| Bild                        | Bezeichnung                 | Lage                                          | Beschreibung | Bauzeit | Objekt-Nr. |
| --------------------------- | --------------------------- | --------------------------------------------- | ------------ | ------- | ---------- |
| Bild gesucht BW             |                             | Am Erlenbach 1 LageFlur: 6, Flurstück: 4/2    |              |         | 826355 DDB |
| Bild gesucht BW             |                             | Am Erlenbach 2 LageFlur: 6, Flurstück: 9/1    |              |         | 826356 DDB |
| Bild gesucht BW             | Friedhof                    | Am grünen Baum LageFlur: 5, Flurstück: 29     |              |         | 826727 DDB |
| Bild gesucht BW             |                             | Brunnenweg 6 LageFlur: 6, Flurstück: 110      |              |         | 826353 DDB |
| Bild gesucht BW             |                             | Horstweg 1 LageFlur: 6, Flurstück: 147        |              |         | 826728 DDB |
| Ehem. Schule / Zehntscheune | Ehem. Schule / Zehntscheune | Horstweg 2 LageFlur: 6, Flurstück: 151/1      |              |         | 826345 DDB |
| Bild gesucht BW             |                             | Horstweg 3 LageFlur: 6, Flurstück: 148/1      |              |         | 826358 DDB |
| Bild gesucht BW             |                             | Marjoßer Weg 4 LageFlur: 6, Flurstück: 135    |              |         | 826359 DDB |
| Bild gesucht BW             |                             | Marjoßer Weg 10 LageFlur: 6, Flurstück: 138/3 |              |         | 826360 DDB |
| weitere Bilder              | Bellingser Warte            | Warteacker LageFlur: 85, Flurstück: 31        |              |         | 826368 DDB |
| Bild gesucht BW             | Ehem. Schule                | Zur Warte 10 LageFlur: 5, Flurstück: 10/2     |              |         | 826729 DDB |

### Hintersteinau
| Bild            | Bezeichnung     | Lage                                                                               | Beschreibung | Bauzeit | Objekt-Nr. |
| --------------- | --------------- | ---------------------------------------------------------------------------------- | ------------ | ------- | ---------- |
| Bild gesucht BW | Ev. Pfarrhaus   | Birkenweg 1 LageFlur: 1, Flurstück: 33                                             |              |         | 826304 DDB |
| Bild gesucht BW |                 | Hauswurzer Straße 1, Rhönstraße (Hintersteinau) LageFlur: 2, Flurstück: 15/5, 15/7 |              |         | 826732 DDB |
| Bild gesucht BW | Brunnenpumpe    | Hauswurzer Straße 6 LageFlur: 2, Flurstück: 6                                      |              |         | 826731 DDB |
| Bild gesucht BW |                 | Hochstraße 2 LageFlur: 2, Flurstück: 183/4                                         |              |         | 826734 DDB |
| Bild gesucht BW |                 | Lindenstraße 7 LageFlur: 1, Flurstück: 25                                          |              |         | 826301 DDB |
| Backhaus        | Backhaus        | Raiffeisenstraße 5 LageFlur: 2, Flurstück: 20                                      |              |         | 826733 DDB |
| Bild gesucht BW | Ehem. Schule    | Rhönstraße (Hintersteinau) 4 LageFlur: 2, Flurstück: 152/5                         |              |         | 826302 DDB |
| Bild gesucht BW | Ehem. Schule    | Schlüchterner Straße 6 LageFlur: 2, Flurstück: 152/6                               |              |         | 826303 DDB |
| Bild gesucht BW |                 | Schlüchterner Straße 14 LageFlur: 2, Flurstück: 143/1                              |              |         | 826735 DDB |
| weitere Bilder  | Ev. Kirche      | Ulmenstraße 2 LageFlur: 2, Flurstück: 180                                          |              |         | 826305 DDB |
| Bild gesucht BW | Ehem. Forsthaus | Wilhelm-Bode-Straße 5 LageFlur: 2, Flurstück: 181/1                                |              |         | 826300 DDB |

### Klesberg
| Bild                  | Bezeichnung           | Lage                                      | Beschreibung | Bauzeit | Objekt-Nr. |
| --------------------- | --------------------- | ----------------------------------------- | ------------ | ------- | ---------- |
| Bild gesucht BW       | Bildstock             | Am roten Acker LageFlur: 2, Flurstück: 26 |              |         | 826419 DDB |
| Mutter-Gottes-Kapelle | Mutter-Gottes-Kapelle | Klesberg LageFlur: 2, Flurstück: 17       |              |         | 826420 DDB |

### ‌Marborn‌
| Bild                   | Bezeichnung            | Lage                                              | Beschreibung | Bauzeit | Objekt-Nr. |
| ---------------------- | ---------------------- | ------------------------------------------------- | ------------ | ------- | ---------- |
| Bild gesucht BW        | Ehem. Schule           | Kapellenweg 16 LageFlur: 3, Flurstück: 169        |              |         | 826736 DDB |
| Bild gesucht BW        |                        | Marborner Straße 20 LageFlur: 3, Flurstück: 115/3 |              |         | 826737 DDB |
| Bild gesucht BW        |                        | Marienbornstraße 9 LageFlur: 3, Flurstück: 13/2   |              |         | 826738 DDB |
| Bild gesucht BW        |                        | Marienbornstraße 11 LageFlur: 3, Flurstück: 12    |              |         | 826739 DDB |
| Bild gesucht BW        |                        | Marienbornstraße 24 LageFlur: 3, Flurstück: 51/1  |              |         | 826742 DDB |
| Bild gesucht BW        |                        | Romsthaler Straße 1 LageFlur: 3, Flurstück: 164/1 |              |         | 826740 DDB |
| Bild gesucht BW        |                        | Romsthaler Straße 3 LageFlur: 3, Flurstück: 165/1 |              |         | 826741 DDB |
| Kath. St. Marienkirche | Kath. St. Marienkirche | Romsthaler Straße 7 LageFlur: 3, Flurstück: 215/2 |              |         | 826421 DDB |
| Bild gesucht BW        | Kath. Pfarrhaus        | Romsthaler Straße 9 LageFlur: 4, Flurstück: 62/1  |              |         | 826744 DDB |
| Bild gesucht BW        |                        | Sarroder Straße 5 LageFlur: 3, Flurstück: 11/2    |              |         | 826743 DDB |

### ‌Marjoß‌
| Bild            | Bezeichnung                     | Lage                                                            | Beschreibung | Bauzeit   | Objekt-Nr. |
| --------------- | ------------------------------- | --------------------------------------------------------------- | ------------ | --------- | ---------- |
| Bild gesucht BW | Ev. Pfarrhaus                   | Am Kirchberg 1 LageFlur: 3, Flurstück: 27/1                     |              |           | 826745 DDB |
| Bild gesucht BW | Forstgehöft                     | Am Kirchberg 2 LageFlur: 3, Flurstück: 157                      |              |           | 826746 DDB |
| Bild gesucht BW |                                 | An der Jossa 7 LageFlur: 1, Flurstück: 63                       |              |           | 826324 DDB |
| Bild gesucht BW |                                 | An der Jossa 11 LageFlur: 1, Flurstück: 60                      |              |           | 826325 DDB |
| Bild gesucht BW |                                 | An der Jossa 13 LageFlur: 1, Flurstück: 59/1                    |              |           | 826326 DDB |
| Bild gesucht BW |                                 | An der Jossa 15 LageFlur: 1, Flurstück: 58                      |              |           | 826747 DDB |
| weitere Bilder  | Ev. Kirche                      | Bad Orber Straße LageFlur: 3, Flurstück: 26                     |              | 1492/1493 | 826327 DDB |
| Bild gesucht BW |                                 | Bad Orber Straße 12 LageFlur: 1, Flurstück: 138                 |              |           | 826748 DDB |
| Bild gesucht BW |                                 | Bad Orber Straße, Grabenstraße 1 LageFlur: 3, Flurstück: 48, 50 |              |           | 826752 DDB |
| Bild gesucht BW | Friedhof                        | Brückenauer Straße LageFlur: 2, Flurstück: 76, 77/1             |              |           | 826750 DDB |
| Bild gesucht BW | Ehem. klösterliches Schulgehöft | Brückenauer Straße 1, Brückentor 6a LageFlur: 2, Flurstück: 46  |              |           | 826749 DDB |
| Bild gesucht BW |                                 | Grabenstraße 9 LageFlur: 3, Flurstück: 70                       |              |           | 826751 DDB |
| Bild gesucht BW |                                 | Grabenstraße 10 LageFlur: 3, Flurstück: 35/2                    |              |           | 826328 DDB |
| Bild gesucht BW | Ehem. Schule                    | In der Ahle 1 LageFlur: 1, Flurstück: 78/1, 78/2                |              |           | 826329 DDB |

### Neustall
| Bild            | Bezeichnung     | Lage                                                             | Beschreibung | Bauzeit | Objekt-Nr. |
| --------------- | --------------- | ---------------------------------------------------------------- | ------------ | ------- | ---------- |
| Bild gesucht BW | Wegekreuz       | Am Kalten Frosch LageFlur: 2, Flurstück: 90/1                    |              |         | 826754 DDB |
| Bild gesucht BW | Grenzstein      | Hasenwiesen (ggü. Oberulrichsberg 19) LageFlur: 1, Flurstück: 87 |              |         | 826873 DDB |
| Bild gesucht BW | Bildstock       | Kirchweg LageFlur: 2, Flurstück: 86/1                            |              |         | 826753 DDB |
| Bild gesucht BW | Sog. Dreimärker | Oberulrichsberg LageFlur: 1, Flurstück: 77                       |              |         | 826502 DDB |

### Rabenstein
| Bild            | Bezeichnung  | Lage                                     | Beschreibung | Bauzeit | Objekt-Nr. |
| --------------- | ------------ | ---------------------------------------- | ------------ | ------- | ---------- |
| Bild gesucht BW | Wegekreuz    | Kreuzacker LageFlur: 1, Flurstück: 43    |              |         | 826422 DDB |
| Bild gesucht BW | Ehem. Schule | Rabenstein 7 LageFlur: 1, Flurstück: 2/3 |              |         | 826757 DDB |

### Rebsdorf
| Bild            | Bezeichnung | Lage                                        | Beschreibung | Bauzeit | Objekt-Nr. |
| --------------- | ----------- | ------------------------------------------- | ------------ | ------- | ---------- |
| Bild gesucht BW | Wegekreuz   | Bornwiesen LageFlur: 4, Flurstück: 2/8      |              |         | 826758 DDB |
| Bild gesucht BW | Bildstock   | Im Unterdorf 7 LageFlur: 5, Flurstück: 13/2 |              |         | 826423 DDB |

### Sarrod
| Bild            | Bezeichnung | Lage                                              | Beschreibung | Bauzeit | Objekt-Nr. |
| --------------- | ----------- | ------------------------------------------------- | ------------ | ------- | ---------- |
| Bild gesucht BW |             | Huttengrundstraße 5 LageFlur: 1, Flurstück: 10/4  |              |         | 826755 DDB |
| Bild gesucht BW |             | Huttengrundstraße 14 LageFlur: 1, Flurstück: 18   |              |         | 826498 DDB |
| Bild gesucht BW |             | Huttengrundstraße 16 LageFlur: 1, Flurstück: 52/4 |              |         | 826499 DDB |
| Bild gesucht BW | Ehrenmal    | Junkerweg LageFlur: 1, Flurstück: 7/1             |              |         | 826497 DDB |
| Bild gesucht BW | Wegestein   | Salztalstraße 3 LageFlur: 1, Flurstück: 53/2      |              |         | 826756 DDB |

### ‌Seidenroth‌
| Bild            | Bezeichnung  | Lage                                             | Beschreibung | Bauzeit | Objekt-Nr. |
| --------------- | ------------ | ------------------------------------------------ | ------------ | ------- | ---------- |
| Bild gesucht BW |              | Alte Hauptstraße 4 LageFlur: 1, Flurstück: 38    |              |         | 826762 DDB |
| Bild gesucht BW |              | Alte Hauptstraße 5 LageFlur: 1, Flurstück: 50    |              |         | 826759 DDB |
| Bild gesucht BW |              | Alte Hauptstraße 12 LageFlur: 1, Flurstück: 29   |              |         | 826760 DDB |
| Bild gesucht BW |              | Alte Hauptstraße 13 LageFlur: 1, Flurstück: 98/2 |              |         | 826761 DDB |
| Bild gesucht BW | Ehem. Schule | Alte Schulstraße 4 LageFlur: 1, Flurstück: 62/2  |              |         | 826424 DDB |
| Bild gesucht BW | Friedhof     | Hellbusch LageFlur: 4, Flurstück: 13             |              |         | 826509 DDB |
| Bild gesucht BW | Hochbehälter | Spessartstraße LageFlur: 1, Flurstück: 96        |              |         | 826765 DDB |

### Ulmbach
| Bild            | Bezeichnung                     | Lage                                                                      | Beschreibung | Bauzeit | Objekt-Nr. |
| --------------- | ------------------------------- | ------------------------------------------------------------------------- | ------------ | ------- | ---------- |
| Bild gesucht BW |                                 | An der Kirche 7 LageFlur: 4, Flurstück: 267                               |              |         | 826777 DDB |
| Bild gesucht BW | Kath. Kirche Mariae Himmelfahrt | An der Kirche 12 LageFlur: 4, Flurstück: 358                              |              |         | 826085 DDB |
| Bild gesucht BW | Ehem. Schule                    | An der Kirche 20 LageFlur: 4, Flurstück: 343/9                            |              |         | 826086 DDB |
| Bild gesucht BW | Friedhof                        | In dem Lohe LageFlur: 4, Flurstück: 325                                   |              |         | 826771 DDB |
| Bild gesucht BW | Backhaus                        | Oberdorfstraße LageFlur: 4, Flurstück: 242                                |              |         | 826773 DDB |
| Bild gesucht BW | Ehem. Synagoge                  | Rabensteiner Straße 10 LageFlur: 4, Flurstück: 258                        |              |         | 826088 DDB |
| Bild gesucht BW | Kreuzigungsgruppe               | Riedäcker LageFlur: 5, Flurstück: 32/2                                    |              |         | 826087 DDB |
| Bild gesucht BW | Backhaus                        | Uerzeller Straße 32, Uerzeller Straße LageFlur: 4, Flurstück: 50/1, 51/12 |              |         | 826776 DDB |
| Bild gesucht BW |                                 | Uerzeller Straße 7 LageFlur: 4, Flurstück: 277                            |              |         | 826775 DDB |

### Ürzell
| Bild            | Bezeichnung                                     | Lage                                                 | Beschreibung | Bauzeit | Objekt-Nr. |
| --------------- | ----------------------------------------------- | ---------------------------------------------------- | ------------ | ------- | ---------- |
| Bild gesucht BW | Wegestein                                       | Dorfstraße (ggü. Nr. 27) LageFlur: 1, Flurstück: 58  |              |         | 826767 DDB |
| Bild gesucht BW | Reste der Von Mörleschen Wasserburg             | Dorfstraße 11 LageFlur: 1, Flurstück: 75             |              |         | 826770 DDB |
| Bild gesucht BW |                                                 | Dorfstraße 13 LageFlur: 1, Flurstück: 74/1           |              |         | 826766 DDB |
| Bild gesucht BW | Kath. Kirche Zur Allerheiligsten Dreifaltigkeit | Freiensteinauer Straße 9 LageFlur: 1, Flurstück: 8/1 |              |         | 826768 DDB |
| Bild gesucht BW |                                                 | Ulmbacher Straße 11 LageFlur: 1, Flurstück: 30/1     |              |         | 826769 DDB |